# Alexandre Vichnevski
Alexandre Alexandrovitch Vichnevski (en russe : Алекса́ндр Алекса́ндрович Вишне́вский), né le 24 mai 1906 à Kazan et mort le 19 décembre 1975 à Moscou, est un chirurgien soviétique, membre de l'Académie des sciences médicales de l'URSS (1953), travailleur des sciences de la RSFSR (1956), colonel général du Corps médical (1966), et héros du travail socialiste (1966).
Vichnevski a élaboré de nouvelles méthodes de traitement des blessures par balle sur le Front de l'Est. Il est le premier à avoir effectué une chirurgie cardiaque sous anesthésie locale, en 1953. Il est un pionnier en matière de pontage, de transplantation cardiaque et transplantation pulmonaire.
Il est récipiendaire de plusieurs prix soviétiques et étrangers. 

## Œuvres
- Ouvrages choisis sur la chirurgie et les branches adjacentes, vol. 1–2 (Избранные работы по хирургии и пограничным областям. Т. 1–2. М., 1970)
- Journal du chirurgien. La grande guerre patriotique 1941-1945 , 2ème éd. ( Дневник хирурга. Великая Отечественная война 1941–1945 гг. Изд. 2-е. М., 1970)